# Sloothby
 (mars 2023).
Sloothby est un village du Lincolnshire, en Angleterre.